# جيمس تمبل فيشر
جيمس تمبل فيشر هو سياسي نيوزيلندي، ولد في 1828، وتوفي في 1905 في كرايستشرش في نيوزيلندا. انتخب عضو مجلس النواب النيوزيلندي ‏.